# Poecilotriccus russatus
El titirijí bermejo (Poecilotriccus russatus) es una especie de ave paseriforme de la familia Tyrannidae perteneciente al género Poecilotriccus. Es nativo de la región de los tepuyes del norte de América del Sur.

## Distribución y hábitat

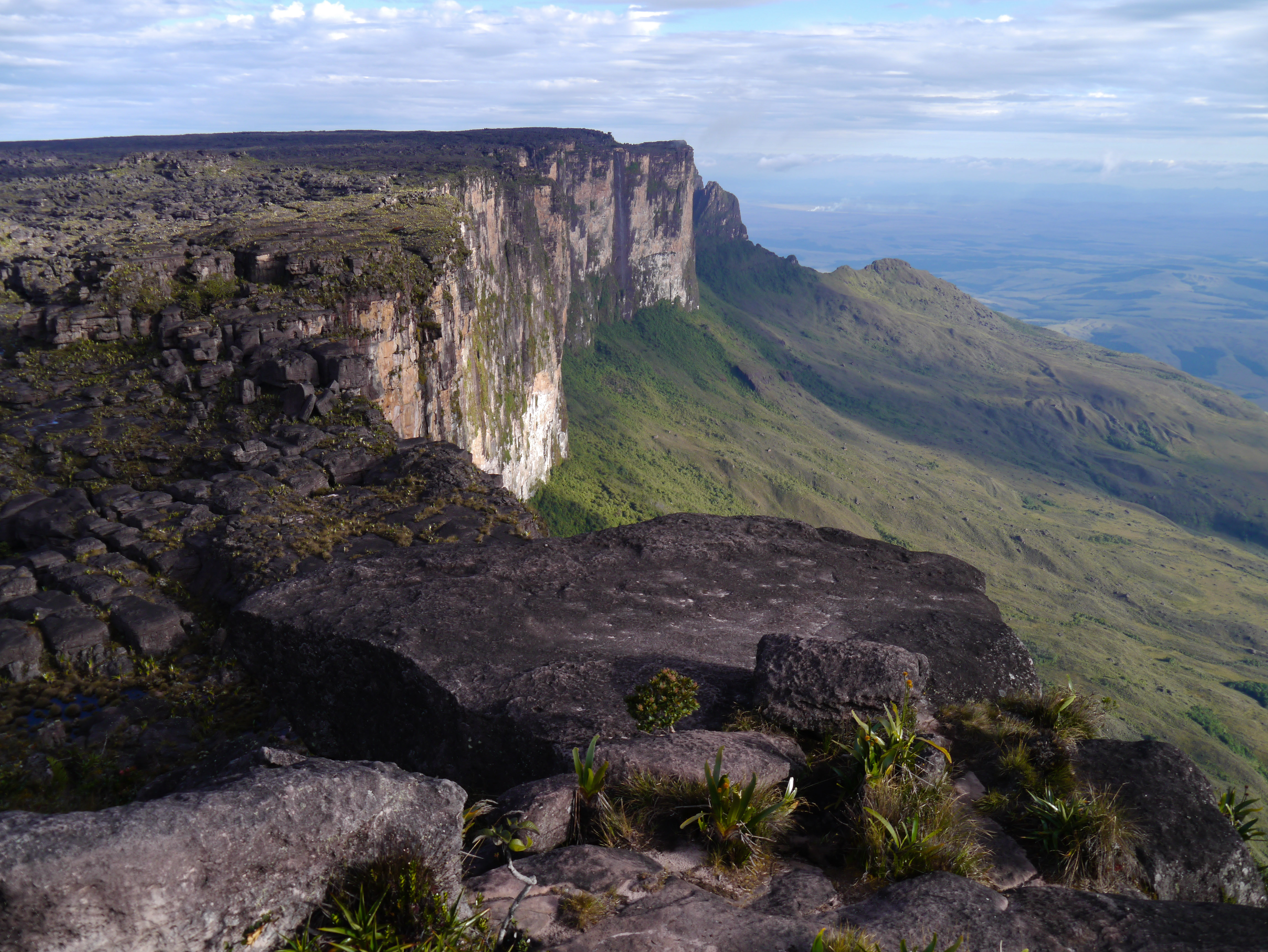
Laderas del Monte Roraima, ejemplo de hábitat de la especie.

Se distribuye por una pequeña región del sureste de Venezuela (sureste de Bolívar), oeste de Guyana y norte del estado de Roraima (Brasil).
Esta especie es considerada poco común en su hábitat natural: el sotobosque y los bordes de bosques húmedos montanos de los tepuyes, en altitudes entre 1100 y 2500 m.

## Sistemática

### Descripción original
La especie P. russatus fue descrita por primera vez por los zoólogos británicos Osbert Salvin y Frederick DuCane Godman en 1884 bajo el nombre científico Euscarthmus russatus; su localidad tipo es: «Monte Roraima, c. 6000 ft. (c. 1830 m), Guyana».

### Etimología
El nombre genérico masculino «Poecilotriccus» se compone de las palabras del griego «poikilos» que significa  ‘multicolor’, ‘manchado’, y « τρικκος trikkos»: pequeño pájaro no identificado; en ornitología, «triccus» significa «atrapamoscas tirano»; y el nombre de la especie «russatus» proviene del latín y significa ‘vestido de rojo’, ‘enrojecido’.

### Taxonomía
Estuvo anteriormente colocada en el género Todirostrum. Es monotípica.